# الزغرور (العدين)

تعديل مصدري - تعديل

الزغرور محلة تابعة لقرية الكراب، التابعة لعزلة السارة بمديرية العدين إحدى مديريات محافظة إب في الجمهورية اليمنية، بلغ تعداد سكانها 186 حسب تعداد اليمن لعام 2004.